# Ramón Manuel Carnero Felipe
Ramón Manuel Carnero Felipe (n. Pereruela, Zamora; 1954) es un escritor español especializado en la historia, hábitos y costumbres de Zamora en general y, en particular, de la comarca de Sayago, su tierra natal.

## Biografía
Nace en 1954 en el municipio zamorano de Pereruela, España, donde cursó sus primeros estudios que, posteriormente, complementó con otros en Cantabria, donde se dirigió para "estudiar para cura" durante varios años. A los 17 años volvió a su tierra, en la que comenzó a trabajar en los oficios propios de la construcción. Se puede considerar como el prototipo de persona hecha a sí misma, dada su formación autodidacta y el carácter emprendedor de su obra.
A comienzos de las década de los años 80 publicó ya su primer libro, que seguidamente sería ampliada con diversas publicaciones como las efectuádas para el Anuario del Instituto de Estudios Zamoranos "Florián de Ocampo". La mayoría de sus libros están relacionados con su tierra de origen, la comarca de Sayago, principalmente en lo referente a su historia y gentes. Su importante labor de investigación y divulgación le supuesto ser reconocido en numerosas ocasiones como uno de los sayagueses que más han trabajado en la difusión de las tradición y cultura sayaguesa. También ha colaborado en cientos de artículos periodísticos para prensa y revistas, siendo colaborador activo en programas de radio, charlas y conferencias.
Además, hace años fundó un grupo dedicado a la canción tradicional "Índale Serano" que, formado por ocho componentes, se ha especializado en la interpretación de la música tradicional sayaguesa.

## Obra
De su obra destacan títulos como:
- Historia de la arriería perigüelana: (Pereruela de Sayago-Zamora); Duero; 2000; ISBN 84-921157-3-4[3]

- Historia de Pereruela de Sayago (Zamora) y su alfarería; Zamora (Magistral Delgado, 4): R. Carnero; 1998; ISBN 84-921157-2-6[4]

- El libro de los caminos de un maragato sayagués; Zamora; Duero; 1997; ISBN 84-921157-1-8[5]

- Viriato, el druida guerrero; Zamora; Duero; 1996; ISBN 84-921157-0-X[6]

- Sayago, al otro lado de la leyenda; Zamora; Ediciones José López Villa; 1996; ISBN 84-87599-01-X

- Los tesoros del Lago de Sanabria: Zamora; Zamora; Ediciones José López Villa; 1995; ISBN 84-87599-12-5

- El baile de la bandera y otros bailes solsticiales en la provincia de Zamora; Zamora; J. López Villa, D.L.; 1993; ISBN 84-87599-08-7

- La otra historia de Sayago; Zamora; Ediciones José López Villa; 1988-1991 (Zamora : Gráf. Hermes); ISBN 84-404-3046-9

- La Parroquia de San Juan Bautista de Almeida de Sayago; Zamora; Asociación Cultural San Roque de Almeida; 1987; ISBN 84-404-0092-6

- Pereruela de Sayago, la parroquia, la desamortiación y los Docampo; 1984; Salamanca; Ediciones Varona; ISBN 84-398-2477-7

- Historia, leyendas y costumbres de Pereruela de Sayago; Zamora; Monte Casino; 1980; ISBN 84-85139-55-0